# Alebroides falcatus
Alebroides falcatus är en insektsart som beskrevs av Sohi och Irena Dworakowska 1979. Alebroides falcatus ingår i släktet Alebroides och familjen dvärgstritar. Inga underarter finns listade i Catalogue of Life.